# Senerchia
Senerchia é uma comuna italiana da região da Campania, província de Avellino, com cerca de 1036 habitantes. Estende-se por uma área de 36 km², tendo uma densidade populacional de 28 hab/km². Faz fronteira com Acerno (SA), Campagna (SA), Oliveto Citra (SA), Valva (SA) Calabritto.

## Geografia
A aldeia está localizada a 600 metros acima do nível do mar, em Alta Valle del Sele, em uma área montanhosa no lado leste da montanha grupo Picentini, no sopé das encostas íngremes do Monte Boschetiello. O território é composto por mais de metade »dos montanhosas e florestais, incluindo muitos picos com altitudes de mais de 1500 metros acima do nível do mar incluindo: Monte Boschetiello 1.574 m, Monte Croce 1.533 m, Raia de la Volpe 1631 m, Cuoppi Sierro dei Coppi 1683 m, Sierro de la Pica 1536 m,  Raia do Pastor 1524 m. Enquanto o terreno montanhoso, começa a partir de 600m e para baixo do país, até 161 metros acima do nível do mar, na margem direita do rio Sele. O território é rico na embora, embora as principais fontes foram colhidos a partir da ASIS aqueduto (anteriormente Montestella), o solo é altamente deslizamento de terra. Além da Sele, que contorna a área municipal, a outras vias navegáveis são: Vallone Forma, Piceglia, Fiumicello Rovivo, Pozzo San Nicola e Acquabianca.

### Planejamento
Na sequência do terramoto de 1980 em Irpinia, Senerchia sofreu uma transformação radical do urbano, a aldeia foi completamente destruída. Uma parte, localizado no forma do vale, foi abandonada e edifícios perigosos são claramente visíveis. Onde ficava a praça principal e a igreja matriz, como resultado de um deslizamento de terra, agora há uma área verde. Os prédios foram reconstruídos nos bastidores do site antigo, com uma nova urbanização e ruas largas.

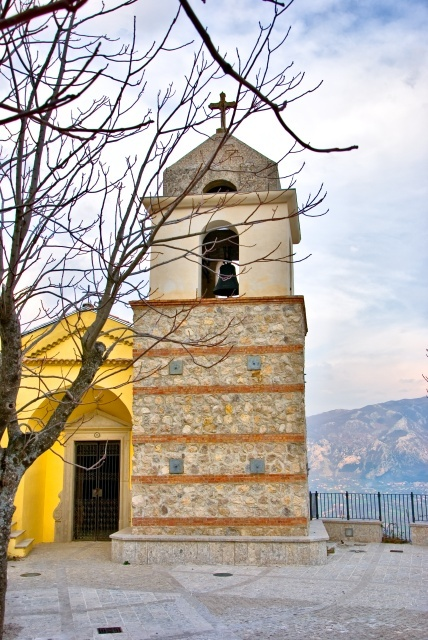
Chiesa di San Michele

### Localização
Frações Senerchia mas não nas pequenas cidades, tais como: Seperoni, Cervara, Maglio e Acquabianca.
- Clima classification Zone E DD
- Classificação Seismic Zona 2 (médio a sismicidade elevada), a Portaria PCM. 3.274 de 20 de março de 2003

## História

### Origens
As origens da Senerchia muitos remoto, já assentamento pré-romano, o primeiro assentamento está posicionado sull'altura onde atualmente há as ruínas do castelo na área, com morfologia evidente de defesa natural, quase formando uma cidade fortificada.
Que esta colina, e um estímulo do Monte Boschetiello, tem vista e tem vistas panorâmicas sobre Alta Vale do Sele.
O nome vem do Senerchia Sena Herclae em latim arcaico, que significa  sine de Hercules. Isto sugere que Senerchia teve um passado rico e interessante. Com base na etimologia da palavra, podemos inferir que Senerchia uma vez foi forte e poderoso. As ruínas do castelo estão localizados na parte superior do país e velhos, próximo 'a igreja do padroeiro São Miguel Arcanjo, lembram-nos que nos tempos antigos "e durante o feudalismo, Senerchia era um poderoso senhor feudal do castelo e da importante para um senhor feudal.
(Outros dizem que o nome lembra os nomes dos locais silerchia norte da Toscana, silerchie que exigem uma "silercula" a partir da planta latino-eris Siler que cresce em lugares cheios de água).

## Spartacus
A batalha final, que viu a derrota e morte de Spartacus em 71 aC teve lugar no atual território de Senerchia na margem direita do rio Sele na área que inclui a fronteira com Oliveto Citra até aqueles de Calabritto, perto da aldeia de Quaglietta, em 'High Sele Valley, que na época era parte da Lucânia. Nesta área, nas últimas décadas, tem havido descobertas de armadura, armaduras e espadas da era romana.
Spartacus com seu exército de escravos, vaqueiros, pastores, jovens e robusto, diregeva para Apulia, segundo alguns de lá porque ele queria embarcar para a Trácia. Em seguida, Crassus, que era o chefe de um exército romano muito numerosos e bem armados, atacou-o por trás. Spartacus, também por causa do cansaço de seus homens, ele queria mudar a batalha para os romanos. Spartacus matou o seu cavalo, dizendo que se ele ganhou, ele teria todos os cavalos que ele queria, mas se perdesse não seria tentado a fugir, Spartacus, atirou-se sobre o primeiro contra o exército romano, e depois de matar alguns soldados romanos era tão cheia de assim muitos hits que seu corpo não pôde ser encontrado. Alguns destacamentos do seu exército fugiu e dispersas sobre as montanhas circundantes.

### A família de Sinerchia
Citado as Sinerchia Catalogus Baronum de 1150-1168.
Senerchia escreve Scipione Ammirato De família nobre de Nápoles (Vol. II, 1651 a Florença pag.298) "és um castelo no principado citra de 160 fogos, o dadas ou recebidas, ou onde ele compartilha seu nome com a família que tem mais de 300 anos certo quem é o dono ", referindo-se à família que durante três séculos Sinerchia viu sua história intimamente ligada à da pequena cidade de Campania. O Sinerchia, eram uma antiga família nobre de origem normanda, derivado de Filangieri, e teve feuds muitos entre Campania, Basilicata e Puglie, e viveu principalmente entre Senerchia e Nápoles até o século XV. O Sinerchia, transplantadas mais tarde na região Basilicata foram homenageados com o título de Conde no século XV, após a conspiração dos barões plotados em the Malconsiglio Ccstle in Miglionico em 1481 assumiu o sobrenome Scardaccione.
Entre os membros da linhagem de Sinerchia tem que se lembrar: Amelio Baron Rapone e Castelgrande, participou com Orlando Sinerchia Scardaccione conde de St. Andrea, quando mudou-se para poder, juntamente com seu primo Amelio foi privado de bens como resultado de eventos relacionados ao the'Plotof o "Barons plotados in Miglionico em 1481.

### O Castelo
- Sena Herclae (Sine de Hercules)

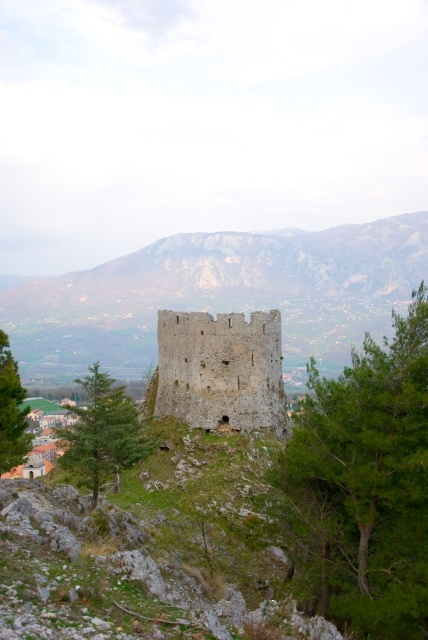
Castello di Senerchia

A origem do castelo de Senerchia é antigo, talvez já, guarnição defensiva de Irpinia e os romanos, provavelmente, teve que trabalhar duro para assoggiettarlo, daí a namein arcaico latino SENA HERCLEA que means Sine de Hercules. Reforçada sob o controle dos bizantinos na guerra final contra os godos. Em seguida, com os lombardos foram alteradas fortificação e fez novas prorrogações. No período de Angevin Senerchia Nicholas foi goleiro em 1271, encomendado por Charles I de Anjou.
A torre de menagem, com sua fachada ocidental do bem preservado, é um dos poucos sobreviventes do antigo complexo fortificado do qual procura um vasto panorama, que enfrenta o Alta Vale Sele.

## Demografia
| Variação demográfica do município entre 1861 e 2011                               |
|                                                                                   |
| Fonte: Istituto Nazionale di Statistica (ISTAT) - Elaboração gráfica da Wikipedia |